# 영덕 만송당
영덕 만송당(盈德 晩松堂)은 대한민국 경상북도 영덕군 영해면 괴시리 579에 있는 조선시대의 건축물이다. 2009년 7월 6일 경상북도의 문화재자료 제551호로 지정되었다.

## 지정사유
이 건물은 마을 입향조 권책(權策)의 6세손인 대은(臺隱) 권경(1604~1666)의 유덕을 기리면서 후학을 양성하기 위해, 1827년 권상두가 건립하고, 1889년 중수한 것이다. 만송당은 가학을 전수하는 공간으로 사용되면서 1800년대에 많은 인물을 길러내어 위정척사운동과 의병 참가자가 나올 수 있는 터전이 되고, 항일투쟁기에는 야학 장소로 사용되기도 하였다.
특히 건립과 중건 등 역사를 함께 했던 “대은종택”이 이미 경상북도 문화재자료 제278호로 지정되어 있는데다가 만송당은 종택과 붙어 있음에도 불구하고 한국전쟁의 피해를 입지 않았던 건물이라는 점을 고려한다면 만송당도 종택과 함께 지정하여 관리할 필요가 있다고 판단되므로 문화재 자료로 지정하기로 한다.

## 같이 보기
- 대은종택 (경상북도 문화재자료 제278호)

## 참고 자료
- 영덕 만송당 - 국가유산청 국가유산포털